# مصطفى تاج زاده
السيّد مصطفى بن مُجتبى تاج زاده (31 أغسطس 1957) سياسي إصلاحي إيراني، وهو عضو بارز في جبهة المشاركة، ومنظمة مجاهدي الثورة الإسلامية الإيرانية. سجن في إيفين من 2009 حتى 2016 بعد احتجاجات الانتخابات الإيرانية إذ برز مدافعا عن الحركة الخضراء. وكان لفترة وجيزة وزير الداخلية بالوكالة تحت إدارة الرئيس محمد خاتمي بعد عبد الله نوري، ومستشار الرئيس خاتمي في العامين الأخيرين من إدارته، ونائب في وزارة الداخلية و وزارة الثقافة. هو أيضا عضو في نقابة الصحفيين الإيرانيين. 